# Poljica (tájegység)
Poljica Horvátország egyik tájegysége, Dalmáciában, Splittől keletre és délkeletre.

## Leírása
Poljica Splittől keletre és délkeletre, a Stobreč - Trilj vonaltól délkeletre húzódik abban a háromszögben, melynek oldalait a Stobreč - Trilj, a Stobreč - Zadvarje és a Zadvarje - Gardun, azaz a Cetina folyó közötti képzeletbeli vonalak képezik. Területe 250 km², lakosságának száma 13 659 (2011). Poljica területe három részből áll: Alsó-Poljica (vagy Primorska Poljica), mely a Stobreč és Omiš közötti partszakaszt foglalja magában, Közép-Poljica (vagy Završka Poljica), a Poljicai hegyektől és a Mosortól északkeletre fekvő terület, és Felső-Poljica (vagy Zamosorska Poljica) a Mosortól északkeletre a Cetináig terjedő terület. 
Poljica területének legnagyobb részét a Mosor-hegység (1399 m) foglalja el, amelynek apró mezői után (poljica = mezőcske) kapta a nevét. Területén főként szőlőt, olajbogyót és gyümölcsöt (füge, cseresznye, mandula, őszibarack) termesztenek. Az állatállományt főként a juh képezi. A poljicaiak 21 településen élnek, ezek közül a legnagyobb Dugi Rat (3439 lakos 2011). Egyéb települések: Jesenice (2082), Duće (1563), Srinjine (1218), Tugare (891), Kostanje (602), Gata (557), Gornje Sitno (391 lakos), Donji Dolac (362 lakos), Donje Sitno (314 lakos), Čisla (305 lakos), Dubrava (298 lakos), Podgrađe (277 lakos), Srijane (275 lakos), Naklice (237), Ostrvica (197), Trnbusi (161), Zakučac (148), Seoca (145), Gornji Dolac (119) és Smolonje (78).

## Története
A kőkorszakból származó régészeti leletek azt mutatják, hogy Poljica területe már az őskorban lakott volt (leletek a jesenicei Zeljovići falucska fölötti barlangból). Poljica első ismert lakói az illírek, majd a rómaiak voltak, ezt bizonyítják az ókori erődök maradványai és számos ókori régészeti lelet (Sustipan, Sumpetar, Gata, Ostrvica). A kora középkori horvát államban Poljica területe Primorska megye része volt, a Žrnovnica és Cetina folyók közötti tengermellék ugyancsak a horvát állam része volt abban az időben. Értékes adatokat közöl a környék lakóinak 11. századi életéről a 12. század elején keletkezett Kartular sv. Petra (vagy Supetarski kartular), amely főként a vásárlás és adományozás útján szerzett szerzetesi javakat sorolja fel, de emellett számos fontos történelmi adatot is tartalmaz. 
Poljica autonóm területként való kialakításának folyamata a 12. században, de legkésőbb a 13. században kezdődött meg, amikor már a korabeli források is megbízhatóan megerősítik Poljica első hercegeinek nevét. Poljicát, melyet köztársaságnak és hercegségnek is szoktak nevezni 12 falu alapította:
- Felső-Poljica (Gornja Poljica): Srijane, Dolac Donji és Gornje Polje
- Közép-Poljica (Sridnja Poljica): Kostanje, Zvečanje, Čišla, Gata, Dubrava, Sitno és Srinjine
- Alsó-poljica (Donja Poljica): Duće, Jesenice és Podstrana falvalból állt.

A tizenkét falu közül ötöt nagymértékben spalatói származású szabad parasztok, a többit pedig annak a három testvérnek leszármazottjai lakták, akiket Poljica alapítóinak tartanak. A 15. századból származó dokumentumokban ugyanis három testvér szerepel Poljica alapítóiként. A hagyomány szerint Tišimir, Krešimir és Elem, Miroszláv horvát király fiai, akik Boszniából menekültek Poljicába. A tizenkét falu mindegyike egy rangidős személyt választott vezetőként, akit grófnak is neveztek. A szabadparaszti falvak grófjai nem részesültek ugyanolyan jogokban, mint a többi falu grófjai. Szavazhattak, ám Spalatóval (Split) való kapcsolataik miatt nem voltak választhatók a poljicai kormányba. Felettük a herceg állt. Valamennyi tisztségviselő a három bíróval együtt nemesi származású volt. Két nemesi rend létezett. Mivel mindkét nemesi csoport horvát volt, hogy megkülönböztessék őket a „didići”, illetve „ugričići” becenevet kaptak. Az ugričićek magyar ellenőrzés alatt álló területekről származtak, míg a didićik eredeti horvát nemesek voltak, a hagyomány szerint Miroszláv király leszármazottai. Valamennyi tisztviselő leszármazottai is a grófi, illetve hercegi címeket használhatták.
Az Árpádházi királyok és az Anjouk uralkodása idején a mai Poljica területére Klissza és Omiš urai (a Kacsicsok és a Subicsok), valamint Spalato városa és a spalatói érsekség is jogot formált, ami kölcsönös konfliktusaikat okozta. Ez odáig fajult, hogy 1180-ban Kacsics Miklós, Omiš ura megölte Split érsekét. A Lajos király halála (1382) utáni trónviszályok Poljica történetére is kihatással voltak, melyet a 14. század végén és a 15. század elején az állandó konfliktusok és urainak gyakori cserélődése jellemzett. Ebben az időszakban Poljica felett Zsigmond magyar király, I. Tvrtko bosnyák király, Dabiša István bosnyák király, Ostoja István bosnyák király és László nápolyi király is uralkodott. A 15. század elején Poljica ura Hervoja spalatói herceg volt, majd Ivan Nelipić cetinai gróf birtokolta. Ugyanekkor a tengermelléki rész Spalatóhoz (1390, 1402, 1403), Omišhoz (1397), valamint Juraj és Vuk Radivojević testvérekhez (1408) tartozott, bár úgy tűnik, hogy a tényleges hatalom itt is Hervoja kezében volt. Zsigmond király 1426-ban Frangepán Miklós horvát-dalmát bánnak adta, majd utána az ő fiai birtokolták. 1437 és 1440 között Tallóci Matkó szlavón bán, utána 1444-ig pedig Kosača Vukčić István volt az ura. Ekkor Poljica népe is elismerte a velencei fennhatóságot. Valószínű, hogy a Žrnovnica és a Cetina folyók közötti egész tengerpart is rövidesen Poljica birtokába került, mert ezt a területet 1482-től a Poljicai Statútum említi először, teljes egészében Poljica határain belül.
Úgy tűnik, hogy a poljicaiak már 1482 előtt is fizettek adót az Oszmán Birodalomnak, 1513/14-ben pedig elismerték az oszmán uralmat. A poljicaiaknak az ezt követő időszakban is sikerült megőrizniük önkormányzatukat és bizonyos autonómiájukat, és gyakran nem voltak hajlandók adót fizetni. A kandiai háború alatt (1645–69) a Velencei Köztársaság oldalán harcoltak, de a velencei-török békeszerződés (1671) rendelkezései szerint Poljica az Oszmán Birodalom határain belül maradt. Poljica népe a moreai háború alatt (1684–99) a velenceiek oldalán állt, és az 1699-es karlócai béke rendelkezései alapján Poljica visszatért a velencei uralom alá. A velencei-török háborúk során sok poljicai család vándorolt ki erről a területről, főleg velencei birtokokra, Splitbe, Omišra vagy Brač szigetére. Míg Poljicát a történeti forrásokban zsupánság, plébánia, fejedelemség, tartomány, náhije, vagy egyszerűen és leggyakrabban csak "Poljica" néven emlegették, 1774-ben Alberto Fortis olasz utazazó először nevezte köztársaságnak. A Velencei Köztársaság 1797-es összeomlása után Poljica lakói a december 26-i pozsonyi békével elismerték a Habsburg-uralmat. 
1805-ben a terület francia fennhatóság alá került. A poljicaiak attól tartva, hogy az új francia törvények megszüntetik korábbi jogaikat az orosz hajók segítségével, 1807. június 4-én fellázadtak a franciák ellen. A felkelőket hamar leverték, és már 1807. június 10-én Dandolo francia kormányzó megszüntette Poljica népének minden kiváltságát. Hamarosan Poljica önálló önkormányzatként is megszűnt létezni. A poljicaiak francia fennhatóság alatt maradtak 1814-ig, amikor ismét a Habsburg Birodalomhoz tartoztak. A 19. század második felében a poljicaiak határozottan támogatták a horvát nemzeti újjáéledés törekvéseit és a sinji, az omiši, valamint a spliti önkormányzati választásokon jelentősen hozzájárultak a néppárt győzelméhez az autonomisták felett. Az uralkodó 1911-től történt megerősítésével Poljica önálló községgé vált, székhelye Prikában volt. A második világháború alatt, 1941-ben a Független Horvát Állam megalakulása után, Poljica Cetina nagymegye része lett és a poljicaiak egy része csatlakozott a partizánmozgalomhoz. Poljica sokat szenvedett ebben az időszakban, különösen 1942 októberében, amikor a csetnikek olasz fasiszták segítségével Poljica központjában felgyújtották Gatát és a környező falvakat megölve a lakosságot, és 1944 márciusában, amikor a német Prinz Eugen SS hadosztály tagjai hajtottak végre mészárlást Gornje Sitno és Donji Dolac falvakban. A világháború végén megszüntették Poljica községet, és Poljica területét felosztották Split és Omis községek között.